# Rollpave

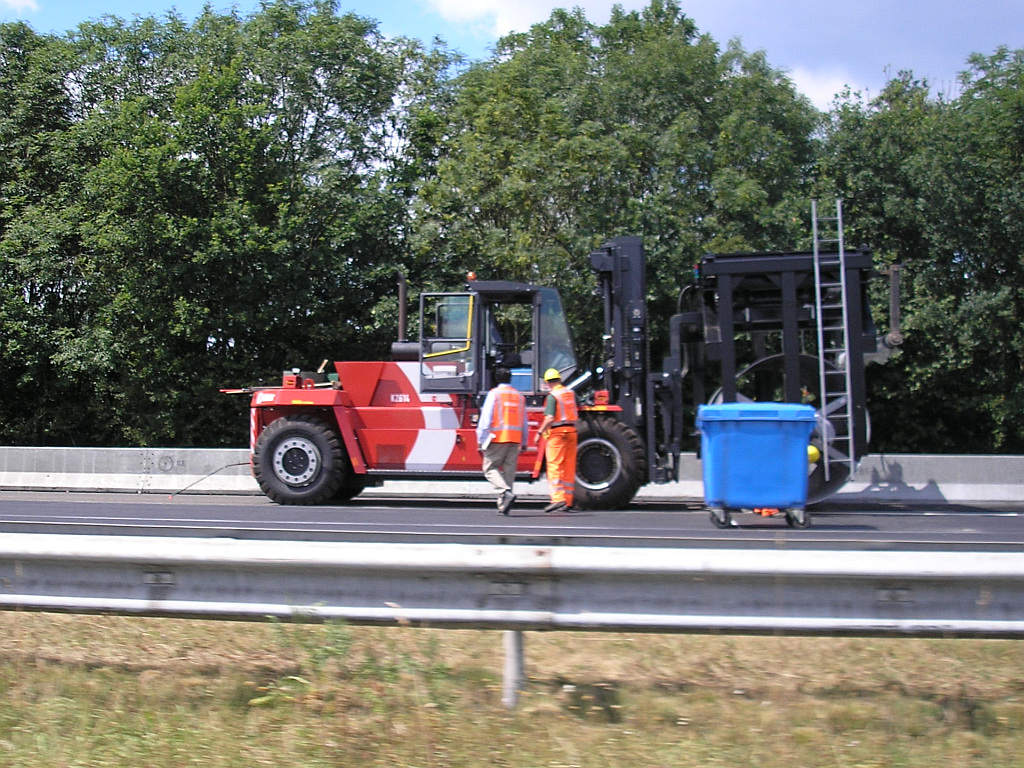
Afrolwagen met haspel

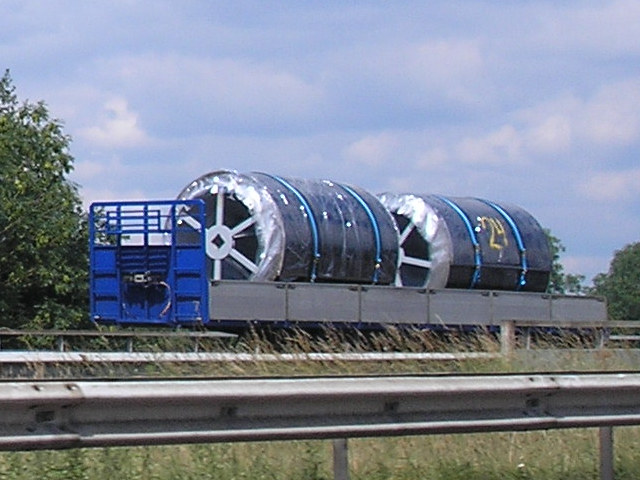
Twee haspels op een oplegger

Rollpave is het handelsmerk van een experimenteel op- en afrolbaar asfalt. Het product is gepatenteerd en in Nederland ontwikkeld door een samenwerkingsverband van wegenbouwer Dura Vermeer en het Sittardse bedrijf INTRON. De circa drie centimeter dikke asfaltmat wordt geprefabriceerd op grote rijbaanbrede haspels (17.000 kg) aangevoerd en op het te renoveren baanvak met behulp van een speciale afrolwagen uitgerold, waarna de onderlaag via inductieve verwarming kleverig wordt gemaakt om de mat 'vast te plakken'. Aan het einde van de levensduur kan de mat desgewenst ook weer met deze inductieve techniek worden onthecht en worden opgerold.

## Testfase
In juni 2006 werd begonnen met de aanleg van het eerste proefvak voor volledige verkeersbelasting; een vijfhonderd meter lang traject op de A35 bij Hengelo tussen afrit Delden en het Twentekanaal. Een aantal jaren eerder werd als pilootproject al een proefstrookje van 50 meter gelegd op een parkeerplaats langs de A50 bij Apeldoorn. Na de eerste pilot is begin 2007 een tweede proefvak Rollpave aangelegd. Op de Noordbaan van de A37 ter hoogte van Nieuw-Amsterdam (Emmen) is ondanks de winterse temperaturen een proefvak van 430 meter aangelegd. Bij een omgevingstemperatuur van -4 °C zijn alle matten in ca. 24 uur vastgehecht. Er zou ook een proefvak aangelegd worden in een gebogen tracé.
In een verdere proefperiode zouden op instigatie van Rijkswaterstaat meer proefvakken worden aangelegd. Doel was om het gedrag van het asfalteringssysteem onder verschillende omstandigheden te onderzoeken. Officieel maakte het deel uit van het Innovatieprogramma Geluid (IPG). Het afrolbare asfalt werd aangeprezen als bijzonder stil, stiller dan dicht asfaltbeton en zeer open asfaltbeton (ZOAB). In 2009 werd aangekondigd dat de proef stopte. De proefvakken Rollpave bleken niet de gewenste resultaten te behalen. Zo scoorde het asfalt onvoldoende op geluidsreductie en aanlegsnelheid, ook liet het asfalt los. Het principe van afrolbaar asfalt wordt echter wel uitvoerbaar geacht.
Er werd ook gewerkt aan een systeem met in de mat geïntegreerde sensoren. Die zouden continu informatie kunnen verschaffen over de toestand van de mat en onder andere aan kunnen geven of er gestrooid moet worden.

## Voor- en nadelen
De nieuwe techniek en het materiaal zijn vooralsnog duurder dan conventioneel asfalt, maar daar staan theoretisch een aantal, deels kostenbesparende, voordelen tegenover zoals minder economische schade door kortere wegwerkzaamheden (minder files), lager afrolgeluid van banden op het wegdek waardoor mogelijk bespaard kan worden op geluidswallen of -schermen en de mogelijkheid gedurende het gehele jaar te asfalteren (conventioneel asfalt wordt doorgaans alleen in de zomer gelegd). Het product wordt prefab geproduceerd in een fabriek in plaats van op de bouwplaats hetgeen betekent dat de kwaliteit veel beter geborgd kan worden.
Een bijkomstig handigheidje is dat sommige wegmarkeringen ook al van tevoren kunnen worden aangebracht, hetgeen ook weer arbeidstijd op locatie scheelt, waarmee de verkeershinder nog verder wordt beperkt. Dit biedt ook mogelijkheden voor signalering en andere sensoren, mogelijk zelfs datatransport.